# Parti social-chrétien (unitaire)
Ne doit pas être confondu avec Christene Volkspartij.
Pour les articles homonymes, voir Parti social-chrétien et Christelijke Volkspartij.
Le Parti social-chrétien (PSC) (en néerlandais : Christelijke Volkspartij abrégé en CVP) est un ancien parti unitaire belge démocrate chrétien, qui exista de 1945 à 1968.

## Historique

### 1945 à 1968: Parti Social-Chrétien
Le Parti social-chrétien fut créé les 18 et 19 août 1945. « Un nouveau parti, une nouvelle pensée, de jeunes équipes, voilà ce qu'est le PSC-CVP. » Telle était la première phrase du programme de Noël 1945. Ce nouveau parti marquait une rupture radicale par rapport au parti d'avant-guerre tant sur le plan doctrinal que celui de l'organisation.
De 1945 à 1968, le Parti social-chrétien est organisé sur une base nationale unitaire avec deux ailes linguistiques : le PSC et le CVP.
Aux élections de 1946, il s'imposa d'emblée comme le plus grand parti belge. À partir de mars 1947, le parti est resté presque continuellement au pouvoir jusqu'à sa scission.
La crise de Louvain de 1968, née de la volonté flamande d'expulser la section francophone de l'Université catholique de Louvain, a conduit le PSC à s'imposer comme parti francophone autonome.
Depuis 1972, le PSC et le CVP sont deux partis totalement indépendants.

### Après 1968: Deux partis communautaires

#### CD&V
La fin du parti unitaire est attestée en 1968, et plus précisément en février. Cela s’explique d’une part par l’interpellation de Jan Verroken (membre du CVP), et d’autre part également par le « début de ce qui est appelé à l’époque « le distanciement » entre les chrétiens flamands et francophones ». Au Parlement, se reproduisent d’une part les revendications des manifestants louvanistes, et d’autre part, la volonté des flamands d’avoir une application de la législation de l’emploi des langues dans les universités. Or, il faut souligner que pendant quelques années, ces deux partis chrétiens (francophone et flamand) vont avoir le même président de parti pour in fine se séparer complètement l’un de l’autre. Malgré cela, les deux partis voient leur destin tout de même lié de sorte qu’en 1999, tous deux se retrouvent du côté de l’opposition au gouvernement alors qu’ils y ont siégé de façon continue et sans interruption déjà pendant près de quarante ans. Le CVP à l’époque en 1999 explique son échec par le fait de ne pas avoir pu atteindre son objectif qui était de s’allier avec la population. Afin de se résoudre à cette défaite, le CVP profite de l’éclatement de la VU (Volksunie) pour recueillir quelques voix et va se préoccuper de la question de l’arrondissement de Bruxelles-Hal-Vilvorde (BHV) afin de résister à « la tache d’huile » (allusion à l’extension de la présence francophone dans les communes flamandes près de Bruxelles).
Finalement, le CVP change de nom en 2001 et se nomme CD&V (Christen- Democratisch en Vlaams) qui a gardé la lettre « C » signifiant chrétien, mais qui a cependant proclamé sa « déconfessionnalisation et son autonomie par rapport à l’Église ». Notez que le CD&V avait formé un cartel avec la N-VA mais l’a quitté finalement en septembre 2008. Le parti francophone a également changé de nom en 2002, et s’est nommé CDH (Centre Démocrate Humaniste). Ce dernier qui a été fondé par une majorité du PSC (parti social-chrétien) en 2002, s’est détaché du côté chrétien comme le témoigne la signification de la lettre « C ».

## Idéologie
Le nouveau parti se fonde sur la doctrine du personnalisme communautaire. Il traduit cette doctrine dans un programme novateur publié à Noël 1945 et intitulé « Les chantiers sont ouverts, quel sera l'architecte ? ».
Son programme rejette tant le capitalisme libéral (représenté par le Parti Libéral, son adversaire de toujours) que la philosophie socialiste de la lutte des classes (représentée par le Parti Socialiste et le Parti Communiste, deux partis en gains de popularité). 
Il veut construire une société où la personne humaine s'épanouira : défense des libertés démocratiques, promotion de la famille, valorisation de l'initiative privée, solidarité sociale en constituent les axes principaux.
Sur le plan de l'organisation, le nouveau parti est un parti populaire qui réunit en son sein des personnes issues de toutes les catégories sociales. Il se fonde sur l'adhésion individuelle de membres et sur l'organisation de sections locales.

## Résultats électoraux

### Parlement national

#### Chambre des représentants
| Année | Voix      | Voix | Sièges    | Gouvernement                      |
| Année | Nombre    | %    | Sièges    | Gouvernement                      |
| ----- | --------- | ---- | --------- | --------------------------------- |
| 1946  | 1 000 293 | 42,5 | 92 / 212  | Opposition, puis Spaak III et IV  |
| 1949  | 2 190 898 | 43,5 | 105 / 212 | Eyskens I                         |
| 1950  | 2 356 608 | 47,7 | 108 / 212 | Duvieusart, Pholien et Van Houtte |
| 1954  | 2 123 408 | 41,1 | 95 / 212  | Opposition                        |
| 1958  | 2 465 549 | 46,5 | 104 / 212 | Eyskens II, III et III            |
| 1961  | 2 182 642 | 41,5 | 96 / 212  | Lefèvre                           |
| 1965  | 1 785 211 | 34,5 | 77 / 212  | Harmel, Vanden Boeynants I        |
| 1968  | 1 407 502 | 27,2 | 69 / 212  | Eyskens IV                        |
| 1971  | 1 587 195 | 30,5 | 67 / 212  | Eyskens V, Leburton I et II       |

## Personnalités
- Maurice Couplet
- Michel Demaret
- José Desmarets
- Gaston Eyskens
- Pierre Harmel
- Théo Lefèvre
- Joseph Pholien
- Paul Struye
- Paul Vanden Boeynants
- Jean Duvieusart
- Amand Dalem